# Hóquei sobre trenó nos Jogos Paralímpicos de Inverno de 2018
As competições de hóquei sobre trenó nos Jogos Paralímpicos de Inverno de 2018 foram realizadas no Centro de Hóquei Gangneung, com capacidade para 10 000 pessoas, entre 10 e 18 de março

## Calendário
| Março              | 10 | 11 | 12 | 13 | 14 | 15 | 16 | 17 | 18 |
| ------------------ | -- | -- | -- | -- | -- | -- | -- | -- | -- |
| Hóquei sobre trenó |    |    |    |    |    |    |    |    | 1  |

|  | Dia de competição |  | Dia de final |

## Medalhistas
|  | USA Estados Unidos |  | CAN Canadá |  | KOR Coreia do Sul |
|  | Tyler Carron Steve Cash Ralph DeQuebec Travis Dodson Declan Farmer Noah Grove Billy Hanning Jr. Nikko Landeros Jen Lee Luke McDermott Kevin McKee Josh Misiewicz Adam Page Josh Pauls Rico Roman Brody Roybal Jack Wallace |  | Rob Armstrong Steve Arsenault Bradley Bowden Billy Bridges Dominic Cozzolino Ben Delaney Adam Dixon James Dunn James Gemmell Tyrone Henry Liam Hickey Dominic Larocque Tyler McGregor Bryan Sholomicki Corbyn Smith Corbin Watson Greg Westlake |  | Choi Kwang-hyouk Cho Young-jae Kim Young-sung Jung Seung-hwan Jang Dong-shin Lee Ju-seung Lee Yong-min Kim Dea-jung Cho Byeong-seok Lee Jong-kyung Yu Man-gyun Lee Jae-woong Lee Hae-man Jang Jong-ho Han Min-su Lee Ji-hoon Choi Si-woo |

## Qualificação
| Evento                     | Data                    | Local     | Vagas | Classificados                                        |
| -------------------------- | ----------------------- | --------- | ----- | ---------------------------------------------------- |
| País-sede                  | 4 de julho de 2007      |           | 1     | KOR Coreia do Sul                                    |
| Campeonato Mundial de 2017 | 12-20 de abril de 2017  | Gangneung | 4     | CAN Canadá USA Estados Unidos NOR Noruega ITA Itália |
| Qualificatória paralímpica | 9–14 de outubro de 2017 | Östersund | 3     | CZE República Checa JPN Japão SWE Suécia             |

## Primeira fase
|  | Equipes classificadas às semifinais        |
|  | Equipes classificadas à fase de consolação |

Todas as partidas estão no horário local (UTC+9).

### Grupo A
| País        | J | V | VP | DP | D | GP | GS | SG  | Pts |
| ----------- | - | - | -- | -- | - | -- | -- | --- | --- |
| CAN Canadá  | 3 | 3 | 0  | 0  | 0 | 35 | 0  | +35 | 9   |
| ITA Itália  | 3 | 1 | 1  | 0  | 1 | 5  | 12 | –7  | 5   |
| NOR Noruega | 3 | 1 | 0  | 1  | 1 | 5  | 12 | –7  | 4   |
| SWE Suécia  | 3 | 0 | 0  | 0  | 3 | 1  | 22 | –21 | 0   |

| 10 de março | Noruega NOR                      | 2 – 3 (GWS)                                    | ITA Itália                         | Centro de Hóquei Gangneung                 |
| 12:00       | M. Værnes 26:32' A. Bakke 42:25' | (0–0, 1–1, 1–1) (PRO: 0–0) (SO: 0–1) Relatório | 16:02' S. Kalegaris 33:19' G. Rosa | Público: 5 543 Árbitro: CAN Kevin Webinger |

|                                 |  | Shootout         |  |
| L. Solberg E. Vatne R. Pedersen |  | N. Larch G. Rosa |  |

| 10 de março | Canadá CAN | 17 – 0                    | SWE Suécia | Centro de Hóquei Gangneung                    |
| 19:00       | T. McGregor (PP) 01:52', 05:22', 09:20', 36:48' B. Sholomicki 02:22', 05:39', 34:53' A. Dixon 11:13' D. Cozzolino 11:31' B. Delaney (PP) 17:43' C. Smith 18:06' L. Heckey 24:37', 25:37' R. Armstrong 26:38', 33:05' B. Bridges 31:55' G. Westlake 44:42' | (7–0, 5–0, 5–0) Relatório |            | Público: 5 445 Árbitro: AUT Kristijan Nikolic |

| 11 de março | Canadá CAN | 10 – 0                    | ITA Itália | Centro de Hóquei Gangneung                   |
| 19:00       | T. McGregor 03:59' A. Dixon 09:21' B. Delaney 11:36', (SH) 20:20', (SH) 25:34' L. Heckey 17:03', 19:11' D. Cozzolino 33:06' J. Dunn (SH) 36:27', 41:23' | (3–0, 4–0, 3–0) Relatório |            | Público: 4 795 Árbitro: JPN Sotaro Yamaguchi |

| 12 de março | Canadá CAN | 8 – 0                     | NOR Noruega | Centro de Hóquei Gangneung                    |
| 15:30       | B. Bridges 02:33', 33:59' R. Armstrong 08:47', 28:49' L. Hickey (PP) 26:50' B. Bowden 27:54' G. Westlake (PP) 37:21' T. McGregor (SH) 41:51' | (2–0, 3–0, 3–0) Relatório |             | Público: 5 886 Árbitro: AUT Kristijan Nikolic |

| 12 de março | Itália ITA                              | 2 – 0                     | SWE Suécia | Centro de Hóquei Gangneung                   |
| 19:00       | S. Kalegaris (PP) 13:16' G. Rosa 39:36' | (1–0, 0–0, 1–0) Relatório |            | Público: 4 322 Árbitro: JPN Sotaro Yamaguchi |

| 13 de março | Noruega NOR                                 | 3 – 1                     | SWE Suécia         | Centro de Hóquei Gangneung                   |
| 15:30       | K. Nordstoga 13:07' M. Bøgle 25:00', 43:45' | (1–0, 1–0, 1–1) Relatório | 31:35' M. Gyllsten | Público: 6 059 Árbitro: JPN Sotaro Yamaguchi |

### Grupo B
| País                | J | V | VP | DP | D | GP | GS | SG  | Pts |
| ------------------- | - | - | -- | -- | - | -- | -- | --- | --- |
| USA Estados Unidos  | 3 | 3 | 0  | 0  | 0 | 28 | 0  | +28 | 9   |
| KOR Coreia do Sul   | 3 | 1 | 1  | 0  | 1 | 7  | 11 | -4  | 5   |
| CZE República Checa | 3 | 1 | 0  | 1  | 1 | 5  | 13 | –8  | 4   |
| JPN Japão           | 3 | 0 | 0  | 0  | 3 | 1  | 17 | –16 | 0   |

| 10 de março | Coreia do Sul KOR                                                          | 4 – 1                     | JPN Japão           | Centro de Hóquei Gangneung              |
| 15:30       | Jang D-s. (PP) 21:08' Jung S-h. 30:51' Cho Y-j. 35:56' Lee H-m (PP) 40:31' | (0–0, 1–0, 3–1) Relatório | 42:53' K. Takahashi | Público: 6 022 Árbitro: NOR Owe Lüthcke |

| 11 de março | Estados Unidos USA | 10 – 0                    | JPN Japão | Centro de Hóquei Gangneung                    |
| 12:00       | K. McKee 01:01' B. Roybal 04:34', 24:02', 24:49' N. Grove 12:26' N. Londeros (PP) 20:25' D. Farmer 20:55' L. McDermott 23:20' R. Roman 23:54' J. Wallace 38:25' | (3–0, 6–0, 1–0) Relatório |           | Público: 5 435 Árbitro: AUT Kristijan Nikolic |

| 11 de março | Coreia do Sul KOR                        | 3 – 2 (PRO)                          | CZE República Checa     | Centro de Hóquei Gangneung                    |
| 15:30       | Lee J-s. 18:28' Jung S-h. 42:53', 45:13' | (1–0, 1–0, 1–2) (PRO: 1–0) Relatório | 38:55', 44:21' M. Geier | Público: 5 187 Árbitro: USA Jonathan Morrison |

| 12 de março | Estados Unidos USA | 10 – 0                    | CZE República Checa | Centro de Hóquei Gangneung              |
| 12:00       | B. Roybal 01:04', 24:46', 28:47' D. Farmer 08:17', (PP) 12:05', 18:39', (PP) 28:22' J. Wallace 21:45' T. Dodson 27:21', 29:42' | (3–0, 7–0, 0–0) Relatório |                     | Público: 5 709 Árbitro: NOR Owe Lüthcke |

| 13 de março | Estados Unidos USA                                                                                               | 8 – 0                     | KOR Coreia do Sul | Centro de Hóquei Gangneung                 |
| 12:00       | B. Roybal (PP) 04:51', 40:07' D. Farmer 06:40', 12:27', 13:37' J. Misiewicz (PP) 08:09', 09:57' T. Dodson 33:36' | (6–0, 0–0, 2–0) Relatório |                   | Público: 6 588 Árbitro: CAN Kevin Webinger |

| 13 de março | República Checa CZE                        | 3 – 0                     | JPN Japão | Centro de Hóquei Gangneung                    |
| 19:00       | P. Kubeš 27:26', 44:42' Z. Šafránek 33:11' | (0–0, 1–0, 2–0) Relatório |           | Público: 4 569 Árbitro: USA Jonathan Morrison |

## Fase de consolação

### Decisão do 5º ao 8º lugar
| 14 de março | República Checa CZE                                            | 4 – 3 (GWS)                                    | SWE Suécia                                     | Centro de Hóquei Gangneung              |
| 16:00       | Z. Krupička (PP) 08:59' Z. Hábl (PP2) 34:47' P. Doležal 43:25' | (1–2, 0–1, 2–0) (PRO: 0–0) (SO: 1–0) Relatório | 06:14', 16:12' N. Ingvarsson 07:10' P. Kasperi | Público: 6 032 Árbitro: NOR Owe Lüthcke |

|                                       |  | Shootout                             |  |
| M. Geier Z. Krupička Z. Hábl M. Geier |  | P. Kasperi M. Gyllsten N. Ingvarsson |  |

| 14 de março | Noruega NOR                                                                | 6 – 1                     | JPN Japão                | Centro de Hóquei Gangneung                     |
| 20:00       | A. Bakke 02:25', 20:02' R. Pedersen 09:37', 18:55', 35:28' M. Bøgle 18:34' | (2–0, 3–1, 1–0) Relatório | 18:20' (SH) K. Takahashi | Público: 3 919 Árbitro: USA Johnathan Morrison |

### Decisão do 7º lugar
| 16 de março | Japão JPN           | 1 – 5                     | SWE Suécia                                                                       | Centro de Hóquei Gangneung              |
| 16:00       | K. Takahashi 16:25' | (0–1, 1–2, 0–2) Relatório | 00:52' M. Gyllsten 19:19', 44:17' N. Ingvarsson 27:33' P. Kasperi 37:24' M. Holm | Público: 5 979 Árbitro: NOR Owe Lüthcke |

### Decisão do 5º lugar
| 16 de março | Noruega NOR                                                               | 5 – 2                     | CZE República Checa | Centro de Hóquei Gangneung                 |
| 20:00       | R. Pedersen 00:44', (PP) 23:44' A. Bakke 03:39', 40:05', (SH, ENG) 42:03' | (2–1, 1–0, 2–1) Relatório |                     | Público: 4 805 Árbitro: CAN Kevin Webinger |

## Fase final

### Semifinais
| 15 de março | Canadá CAN | 7 – 0                     | KOR Coreia do Sul | Centro de Hóquei Gangneung                    |
| 12:00       | L. Heckey 04:17' D. Cozzolino 06:00' G. Westlake 13:25' B. Bridges 14:19', (PP) 18:42' T. McGregor 35:48', 42:41' | (4–0, 1–0, 2–0) Relatório |                   | Público: 6 603 Árbitro: AUT Kristijan Nikolic |

| 15 de março | Estados Unidos USA | 10 – 1                    | ITA Itália        | Centro de Hóquei Gangneung                 |
| 20:00       | N. Grove 03:23' J. Misiewicz 03:58' B. Roybal 04:09', 22:52' N. Landeros (PP) 13:50', 23:35', 42:03' L. McDermott 14:56' D. Farmer 27:44' K. McKee 33:32' | (5–0, 3–0, 2–1) Relatório | 38:30' V. Corvino | Público: 4 889 Árbitro: CAN Kevin Webinger |

### Decisão do 3º lugar
| 17 de março | Coreia do Sul KOR | 1 – 0                     | ITA Itália | Centro de Hóquei Gangneung                     |
| 12:00       | Jang D-s. 41:42'  | (0–0, 0–0, 1–0) Relatório |            | Público: 6 534 Árbitro: USA Johnathan Morrison |

### Final
| 18 de março | Canadá CAN        | 1 – 2(PRO)                           | USA Estados Unidos            | Centro de Hóquei Gangneung                    |
| 12:00       | B. Bridges 12:06' | (1–0, 0–0, 0–1) (PRO: 0–1) Relatório | 44:22' (EA), 48:30' D. Farmer | Público: 6 096 Árbitro: AUT Kristijan Nikolic |

## Classificação final
| Pos.   | País                |
| ------ | ------------------- |
| Ouro   | USA Estados Unidos  |
| Prata  | CAN Canadá          |
| Bronze | KOR Coreia do Sul   |
| 4      | ITA Itália          |
| 5      | NOR Noruega         |
| 6      | CZE República Checa |
| 7      | SWE Suécia          |
| 8      | JPN Japão           |